# Jan Kvíčala

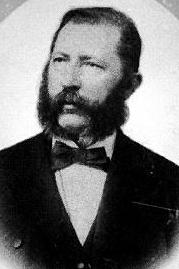
Jan Kvíčala

Jan Kvíčala (* 6. Mai 1834 in Münchengrätz; † 10. Juni 1908 in Prag) war ein tschechischer Klassischer Philologe.

## Leben
Jan Kvíčala besuchte das deutsche Gymnasium in Leitmeritz und studierte anschließend Klassische Philologie und Vergleichende Sprachwissenschaft an der Universität Prag, wo ihn die Philologen Georg Curtius und Ludwig Lange entscheidend förderten. Nach der Promotion und einem Supplentenjahr am deutschen Gymnasium auf der Prager Kleinseite erhielt Kvíčala auf Empfehlung seines Lehrers Lange ein einjähriges Reisestipendium. Er ging 1856/1857 an die Universität Bonn, wo er seine Studien bei Friedrich Ritschl und Otto Jahn vertiefte.
Nach seiner Rückkehr arbeitete Kvíčala als Gymnasiallehrer in Leitmeritz, wechselte aber kurz darauf an die Prager Universität, wo er Proseminarübungen abhielt und sich 1859 habilitierte. 1861 wurde er zum außerordentlichen Professor der Klassischen Philologie ernannt, wenig später zum Mitdirektor des Philologischen Seminars und zum Mitglied der Prüfungskommission für das Lehramt an Gymnasien. 1867 wurde er zum ordentlichen Professor ernannt.
Nach der Teilung der Prager Universität wurde Kvíčala an die (tschechische) Karls-Universität berufen, wo er bis zu seinem Tod lehrte. Daneben war er bis 1896 Mitglied des Landesausschusses für die österreichischen Gymnasien.
Kvíčala beschäftigte sich mit der antiken griechischen und römischen Literatur. Er verfasste zahlreiche Studien zu den griechischen Tragikern Sophokles und Euripides sowie zum Epiker Vergil. Ein weiterer Forschungsschwerpunkt war die griechische, lateinische und tschechische Syntax, bei deren Erforschung er die Regelgrammatik durch eine psychologische Herangehensweise ersetzte.